# ISO 3166-2:CV
ISO 3166-2:CV is een ISO-standaard met betrekking tot de zogenaamde geocodes. Het is een subset van de ISO 3166-2 tabel, die specifiek betrekking heeft op Kaapverdië.
De gegevens werden tot op 3 maart 2014 geüpdatet op het ISO Online Browsing Platform (OBP). Hier worden 22 gemeenten - municipality (en) / municipalité (fr) / concelho (pt) - en 2 geografische regio’s - geographical region (en) / région géographique (fr) / região geográfica (pt) - gedefinieerd.
Volgens de eerste set, ISO 3166-1, staat CV voor Kaapverdië, het tweede gedeelte is een één- of tweeletterige code.

## Codes
| Code  | Naam                       | Categorie          | Deel van |
| ----- | -------------------------- | ------------------ | -------- |
| CV-B  | Ilhas de Barlavento        | geografische regio |          |
| CV-BV | Boa Vista                  | gemeente           | CV-B     |
| CV-PA | Paul                       | gemeente           | CV-B     |
| CV-PN | Porto Novo                 | gemeente           | CV-B     |
| CV-RB | Ribeira Brava              | gemeente           | CV-B     |
| CV-RG | Ribeira Grande             | gemeente           | CV-B     |
| CV-SL | Sal                        | gemeente           | CV-B     |
| CV-SV | São Vicente                | gemeente           | CV-B     |
| CV-TS | Tarrafal de São Nicolau    | gemeente           | CV-B     |
| CV-S  | Ilhas de Sotavento         | geografische regio |          |
| CV-BR | Brava                      | gemeente           | CV-S     |
| CV-MA | Maio                       | gemeente           | CV-S     |
| CV-MO | Mosteiros                  | gemeente           | CV-S     |
| CV-PR | Praia                      | gemeente           | CV-S     |
| CV-RS | Ribeira Grande de Santiago | gemeente           | CV-S     |
| CV-CA | Santa Catarina             | gemeente           | CV-S     |
| CV-CF | Santa Catarina do Fogo     | gemeente           | CV-S     |
| CV-CR | Santa Cruz                 | gemeente           | CV-S     |
| CV-SD | São Domingos               | gemeente           | CV-S     |
| CV-SF | São Filipe                 | gemeente           | CV-S     |
| CV-SO | São Lourenço dos Órgãos    | gemeente           | CV-S     |
| CV-SM | São Miguel                 | gemeente           | CV-S     |
| CV-SS | São Salvador do Mundo      | gemeente           | CV-S     |
| CV-TA | Tarrafal                   | gemeente           | CV-S     |